# UNIC Izoard 340 A
Pour les articles homonymes, voir Izoard.
L'Unic Izoard 340 A est un véhicule de transport routier produit par le constructeur français Unic entre 1970 et 1975.
Après son petit frère Izoard 270 A2 c'est le deuxième camion de la marque à utiliser la cabine avancée Fiat V.I. type H dite groupe, confortable, lumineuse et spacieuse et qui offre deux larges couchettes. La version tracteur 4x2 T 340 A a été homologuée par le service des mines le 25 mars 1970 et la version porteur 4x2 P 340 A le 2 avril 1971, la version tracteur 6x4 T 340 A 6x4 le 16 octobre 1972. Une version tracteur particulière à 3 essieux (2 directeurs à l'avant) a été homologuée le 13 décembre 1974.  

## Histoire
Le constructeur Unic-Fiat était la filiale française du groupe Fiat V.I. depuis qu'Unic avait été racheté par Simca en 1956.
Fiat V.I. n'a jamais imposé à sa filiale Unic l'utilisation de ses moteurs ni de quelque composant que ce soit jusqu'en 1970, date à laquelle les cabines à capot Unic devenaient trop obsolètes (la cabine Big-Job Unic avait plus de 25 ans!) et même en France, où les transporteurs étaient restés attachés à ces cabines d'un autre temps, étaient supplantées par les cabines avancées, plus confortables, spacieuses et procurant une sécurité sans pareil grâce à une visibilité large et complète sur 300 degrés. Les cabines à capot Big-Job resteront néanmoins en production jusqu'à l'absorption d'Unic par IVECO en 1975.
Unic avait déjà utilisé la nouvelle cabine Fiat type H sur quelques modèles lors du remplacement des anciennes cabines "Genève" sur les gammes lourdes Izoard P/T 270 A notamment.
En 1970, la mise au point du nouveau moteur V 85 S, un gros moteur diesel V8 de 14.886 cm3 de cylindrée, développant 340 ch SAE (307 ch DIN) à 2.400 tr/min et un couple de 110 mkg à 1.400 tr/min, est terminée et ce moteur va équiper le futur très gros porteur de la marque qui adopte la boîte de vitesses Fiat E90, à 5+5 rapports synchronisés, la seule qui puisse absorber le couple et la puissance du nouveau moteur, la boîte Unic B181 étant déjà à la peine avec 270 ch, ainsi que le pont arrière Fiat à double réduction.
Entre-temps, l'Union Européenne pousse les pays européens à faire converger leurs législations pour arriver (enfin) à une harmonisation des poids et mesures des véhicules. Le futur code européen prévoit une charge de 12 tonnes à l'essieu jumelé ce qui autoriserait des semi-remorques de 40 tonnes sur 5 essieux. Avec le concours des ingénieurs italiens d'OM, Unic lance le nouveau P/T 340 A dans plusieurs configurations :
- porteur 4x2 allégé : PTAC 16 tonnes, conforme à la législation allemande, commercialisé sous le label Fiat 190,
- porteur 4x2 : PTAC 19 tonnes, conforme à la législation française,
- porteur 6x2 : PTAC 26 tonnes avec deux essieux arrière jumelés pour le marché français, 22 tonnes en Allemagne,
- porteur 6x2 : PTAC 24 tonnes avec troisième essieu autodirecteur, avec pneus simples, version inusitée en France mais bien connue ailleurs, comme en Italie, Espagne Allemagne (22 tonnes) et Suisse (largeur 2,30 m),
- porteur 6x4 chantier : PTAC 26 tonnes avec deux essieux arrière jumelés moteurs, version réservée OM (33 tonnes),
- porteur 8x4 : PTAC 28 tonnes avec deux essieux avants directeurs et deux essieux arrière moteurs réalisée par Moritz Thommen, le fils de l'importateur UNIC en Suisse, le garage Kurve à Bubendorf,
- tracteur 4x2 : PTRA semi-remorque de 35 tonnes en France,
- tracteur 6x2/2 : PTRA semi-remorque 40 tonnes pour répondre au futur code européen avec deux essieux directeurs avant, afin d'assurer aux transporteurs la possibilité d'utiliser leurs semi-remorques à 2 essieux sans devoir les remplacer par des tridem,
- tracteur 6x4 : PTRA de 38/40 tonnes avec deux essieux arrière jumelés moteurs.

Le nouveau code européen ne verra pas le jour à cause du blocage de la France qui a voulu préserver ses « spécificités », l'essieu de 13 tonnes, si cher à Marius Berliet et le PTRA maxi de 35 tonnes. Il faudra attendre le décret du 4 décembre 2012 pour qu'enfin la France se plie aux règles communautaires des 44 tonnes sur 5 essieux en semi-remorque ! Il faut dire que les transporteurs français commençaient par être vraiment excédés de voir tous les routiers étrangers circuler avec cette charge sur dérogation que les autorités françaises devaient légalement leur accorder.
En 1975, Fiat lance sa nouvelle gamme de véhicules lourds répondant au potentiel futur code européen, les Fiat 170/190 avec un nouveau moteur V8 Fiat 8280.02 de 17 litres développant, dans un premier temps, 330 Ch DIN à 1.600 tr/min. Le nouveau code de la route italien, entré en vigueur le 1er janvier 1976, imposa une puissance minimale de 8 ch DIN par tonne, le moteur Fiat passa immédiatement à 352 ch, soit le minimum légal pour le PTRA légal de 44 tonnes (44 x 8 = 352). Le sort du V8 Unic était clairement annoncé, il ne survivrait pas au moteur italien. La fabrication du V 85 S Unic, dont la puissance n'a jamais dépassé 307 ch DIN, est arrêtée en fin d'année 1975. Toute la production UNIC est abandonnée en 1976.

## La version pour le marché suisse
Le marché suisse a toujours été particulier. Pour espérer vendre le moindre véhicule, il fallait que sa largeur ne dépasse, en aucun point, 2,30 m (hors rétroviseurs) pour espérer obtenir son homologation. La transformation touchait donc le châssis et la cabine. Il fallait ensuite se positionner contre les trois constructeurs locaux qui avaient parfaitement verrouillé le secteur : Saurer, Berna et FBW. Seuls quelques concurrents étrangers comme Fiat-OM, Mercedes, Volvo ou Scania disposaient d'un petit réseau de concessionnaires. C'est Max Thommen, le charismatique patron du garage Kurve, qui s'est chargé de représenter la marque Unic dans le canton de Bâle, en Suisse à partir de 1961, en plus de l'importateur officiel, la société Glättli de Dietlikon. Le volume des ventes est faible, 5 unités en 1962 première année, entre 10 et 15 unités les années suivantes. En 1964, le Garage Kurve devient l'importateur officiel des camions Unic en Suisse et vend 10 unités en moyenne chaque année. Ce sont des petits tonnages dont la largeur est inférieure à 2,30 mètres et dont le PTAC est légèrement détaré pour rester conforme au code suisse. En 1966, le groupe Fiat veut regrouper dans une unique structure l'importation et la distribution de ses productions de camions Fiat V.I., OM et Unic, en Suisse. OM, très bien représenté en Suisse depuis longtemps par la société Vibea de Lugano (Tessin), vend beaucoup de camions petits et gros tonnages et notamment le fameux OM Titano, en version 4x2 tracteur pour l'international et surtout 6x4 chantier. Après d’âpres négociations, Max Thommen conserve son statut d'importateur officiel des camions Unic.
En 1967, pour pouvoir homologuer la gamme lourde P et T 270 A, il faut impérativement réduire la largeur des véhicules, les alléger pour conserver une charge utile correcte et les équiper de jantes Trilex de la société Georg Fischer, montées sur des bras spéciaux en acier et ajouter, comme en Italie, un dispositif de freinage additionnel. Les ventes augmentent jusqu'à 20/25 véhicules par an. En 1970, Unic équipe ses modèles lourds de la cabine Fiat type H, qui est montée sur les modèles Fiat 619 N1/T1, 691 N/T et 697 N/T déjà commercialisés en Suisse.
Le Izoard 340 A sera le premier camion d'une marque française à être adapté directement en usine pour être homologué en Suisse où il va connaître un volume de ventes certes très réduit mais non négligeable. Le code suisse imposait toujours aux camions une largeur maximale de 2,30 mètres et une charge à l'essieu de 10 tonnes au lieu de 13 en France et autorisait les 8x4 à 28 tonnes. Le modèle prendra la référence P/T 340 A2.
Le Izoard 340 A sera exporté sous la marque Fiat dans le réseau Fiat-OM en Belgique et en Allemagne. Le réseau Unic à l'exportation étant quasiment inexistant sauf l'importateur Suisse, le garage Kurve à Bubendorf.
Une version spécifique 8x4 pour le marché suisse a été réalisée par le garage Kurve, pour les transports intérieurs suisses conformément au code de la route avec des charges maximales, un PTAC de 28 tonnes.
En 1973, le groupe Fiat décide de créer une filiale suisse pour l'importation et la distribution de toutes ses productions de camions des marques Fiat, OM et Unic. Le logo Fiat remplace le logo Unic sur les calandres des camions. Le garage Kurve devient un agent du groupe italien. Max Thommen a vendu 99 exemplaires Unic 340 A2 entre 1970 et 1973 et le nouveau réseau Fiat, 50 exemplaires en 1974 et 1975 plus 150 OM 190/260 en version 4x2, 6x4 et 8x4 durant la même période.

## La version italienne OM 190/260
Pour aider la commercialisation des modèles Unic P/T 340 A, lors de la phase finale de conception, le groupe Fiat a décidé de commercialiser ces camions sous la marque OM en Italie et en Belgique. C'est ainsi que l'on a pu voir des OM 190, version 4x2 mais souvent avec un 3e essieu autodirecteur arrière en Italie et des OM 260, en version 6x4 de chantier en Italie, en Belgique et en Suisse. Ces véhicules ont pris la relève des fameux OM Titano 2 après l'arrêt de leur production en 1971. Pour cela, ils ont du être adaptés à la réglementation italienne, très stricte en matière de freinage, et munis de la conduite à droite. En 1971, en Italie, la version 6x4 chantier pouvait circuler avec un PTAC de 30 tonnes (33 tonnes à partir de 1976) contre 26 tonnes en France.

## La version tracteur 6x2/2
La France est un des très rares pays à avoir imposé la règle des 13 tonnes à l'essieu. Marius Berliet a toujours défendu ce critère avec un PTRA maximal de 19 tonnes pour un 4x2 mais limitait le PTRA à 35 tonnes pour un camion avec remorque ou un semi-remorque, alors que les pays étrangers limitaient la charge à l'essieu à 10 tonnes (Allemagne, Italie, Espagne, Belgique, Suisse, etc) mais autorisaient un PTRA pouvant atteindre 44 tonnes (Italie) avec plus d'essieux.
Pour respecter la charge maximale à l'essieu autorisée dans les pays étrangers, les routiers français ont réclamé un tracteur à 3 essieux pour ne pas être pénalisés lors de leurs trajets à l'international avec leur semi-remorque à 2 essieux jumelés qui les limitaient à un PTRA de 33 tonnes. Ils ne voulaient pas utiliser un tracteur 6x4 en raison du prix d'achat très élevé et des coûts de maintenance. De plus ils seraient deux fois pénalisés sur le réseau français en raison du poids à vide plus élevé. Unic sera le seul constructeur national à répondre à cette attente avec le modèle 340 A 6x2, conçu avec l'aide technique de Fiat V.I. qui a toujours fabriqué des poids lourds de cette configuration : Fiat 690 et 691 notamment. Commercialisé en 1974, mais un an trop tard pour connaître une très large diffusion, puisqu'au printemps 1973, la France portait le PTRA de 35 à 38 tonnes sur un semi-remorque comprenant un tracteur 4x2 et une semi à essieux jumelés ou trois essieux simples en tridem. Cette disposition réglementaire a porté un coup d'arrêt immédiat aux tracteurs 6x2/2 sur le marché français. Par contre, certains transporteurs ont voulu utiliser ce modèle pour circuler à pleine charge à l'international tout en conservant leurs anciennes semi-remorques à 2 essieux. Seulement 50 exemplaires du T 340 A 6x2/2 ont été fabriqués.

## Les versions 6x4
Unic a développé avec le bureau d'études Fiat-OM deux versions 6x4 pour satisfaire le marché italien où, les versions chantier "M.O. - Mezzo d'Opera" circulent avec des charges inconnues en France :
- le porteur P 340 A 6x4, 33 tonnes en version benne 15 m3 ou malaxeur 12 m3 avec pompe à béton,
- le tracteur T 340 A 6x4, 56 tonnes avec une semi à 2 essieux jumelés, en version benne 28 m3 ou malaxeur 18 m3 avec pompe à béton.

Ces modèles, présentés en 1972, ont reçu des modifications techniques importantes. Comme la Suisse, l'Italie impose, par rapport à la réglementation française, l'adjonction d'un système de freinage complémentaire et les routiers préféraient, à l'époque, les jantes Trilex. En France, le tracteur a été surtout utilisé en transport exceptionnel et en grumier. Il a connu un bon succès en (ex) URSS où la compagnie Sovtransvto en a acquis près d'une centaine d'exemplaires. 

## Curiosités
En 2014, un exemplaire s'est vu greffer un moteur prototype V 86 S de 15,55l de cylindrée développant 370 chevaux SAE par Moritz Thommen, créateur du musée UNIC CENTER à Ziefen (Suisse) et principal conservateur du patrimoine routier représenté par les camions de la marque ayant échappé à la ferraille. Ce moteur n'exista qu'en quatre exemplaires; Moritz Thommen avait acheté le sien en 1979 à l'usine Saurer où il avait servi aux essais d'injection.
- Restauration UNIC T 370 A